# Марко Вучич
Марко Вучич (чорн. Марко Вучић / Marko Vučić, нар. 30 грудня 1996, Никшич) — чорногорський футболіст, захисник клубу «Морнар» та національної збірної Чорногорії.
Виступав також за клуб «Сутьєска».

## Клубна кар'єра
У дорослому футболі дебютував 2014 року виступами за команду «Сутьєска», в якій провів два сезони, взявши участь у 20 матчах чемпіонату. 
Протягом 2016 року захищав кольори клубу «Челік» (Никшич).
Своєю грою за останню команду знову привернув увагу представників тренерського штабу клубу «Сутьєска», до складу якого повернувся 2016 року. Цього разу відіграв за клуб з Никшича наступні чотири сезони своєї ігрової кар'єри. Більшість часу, проведеного у складі «Сутьєски», був основним гравцем захисту команди.
Згодом з 2020 по 2024 рік грав у складі команд «Будучност», «Сутьєска», «Нові-Пазар» та «Сутьєска».
До складу клубу «Морнар» приєднався 2025 року. Станом на 2 березня 2025 року відіграв за клуб з Бара 1 матч у національному чемпіонаті.

## Виступи за збірні
Протягом 2016–2018 років залучався до складу молодіжної збірної Чорногорії. На молодіжному рівні зіграв у 8 офіційних матчах.
У 2021 році дебютував в офіційних матчах у складі національної збірної Чорногорії.
| Дата     | Місто     | Господарі            | Результат | Гості      | Турнір           | Голи | Примітки |
| -------- | --------- | -------------------- | --------- | ---------- | ---------------- | ---- | -------- |
| 2-6-2021 | Сараєво   | Боснія і Герцеговина | 0 – 0     | Чорногорія | товариський матч | -    | 76'      |
| 5-6-2021 | Подгориця | Чорногорія           | 1 – 3     | Ізраїль    | товариський матч | -    | 82'      |
| Усього   |           | Матчів               | 2         |            | Голів            | 0    |          |